# Egelmoosen
Egelmoosen ist ein Weiler in der Gemeinde Roßhaupten im bayerisch-schwäbischen Landkreis Ostallgäu.

## Geographie
Egelmoosen liegt etwa vier Kilometer nordöstlich des Dorfes Roßhaupten an der Gemeindegrenze zwischen Roßhaupten und Lechbruck am See. Auf dem Gemeindegebiet von Roßhaupten liegen südwestlich von Egelmoosen der Huttlerweiher, östlich der Schmutterweiher und nördlich das Dorf Sameister und der Weiler Langenwald. Südlich von Egelmoosen liegt das Egelmoosner Filz auf dem Gemeindegebiet von Lechbruck am See.

## Geschichte
Der Name Egelmoosen geht auf die Bedeutung „Moor, in dem Blutegel vorkommen“ zurück. Erstmals erwähnt wird ein Hof in Egelmoosen in einem Nachtrag zum Urbar des Hochstiftes Augsburg von 1398/1431, der besagt, dass der Augsburger Bischof den Hof erwarb. Für 1569 ist die Existenz eines einzelnen Guts und für 1758 ein Herrengut in bischöflichem Besitz belegt. Eine Flurkarte von 1820 zeigt, dass der Hof zu diesem Zeitpunkt in zwei Anwesen geteilt worden war.

## Sehenswürdigkeiten

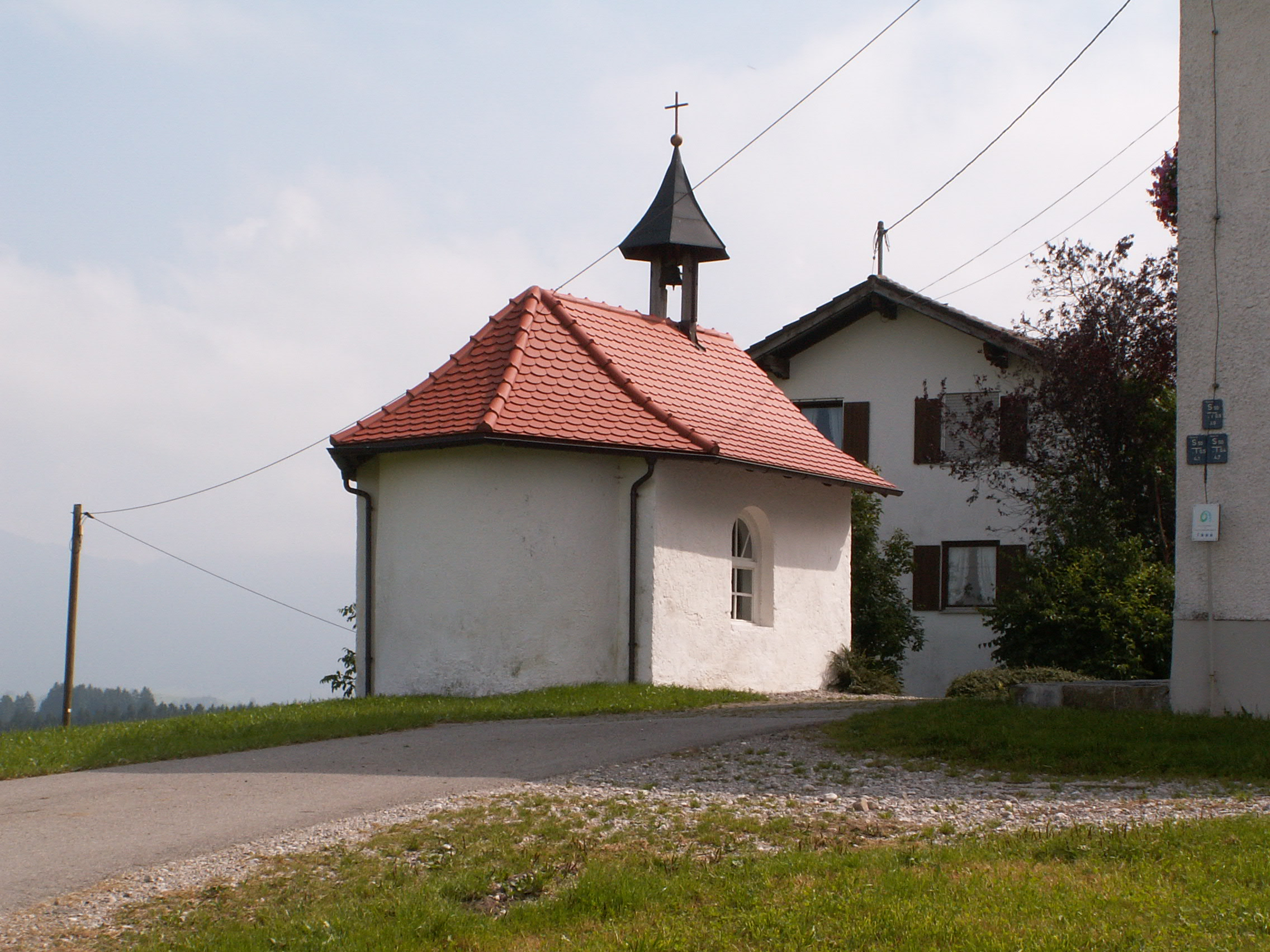
Magnuskapelle

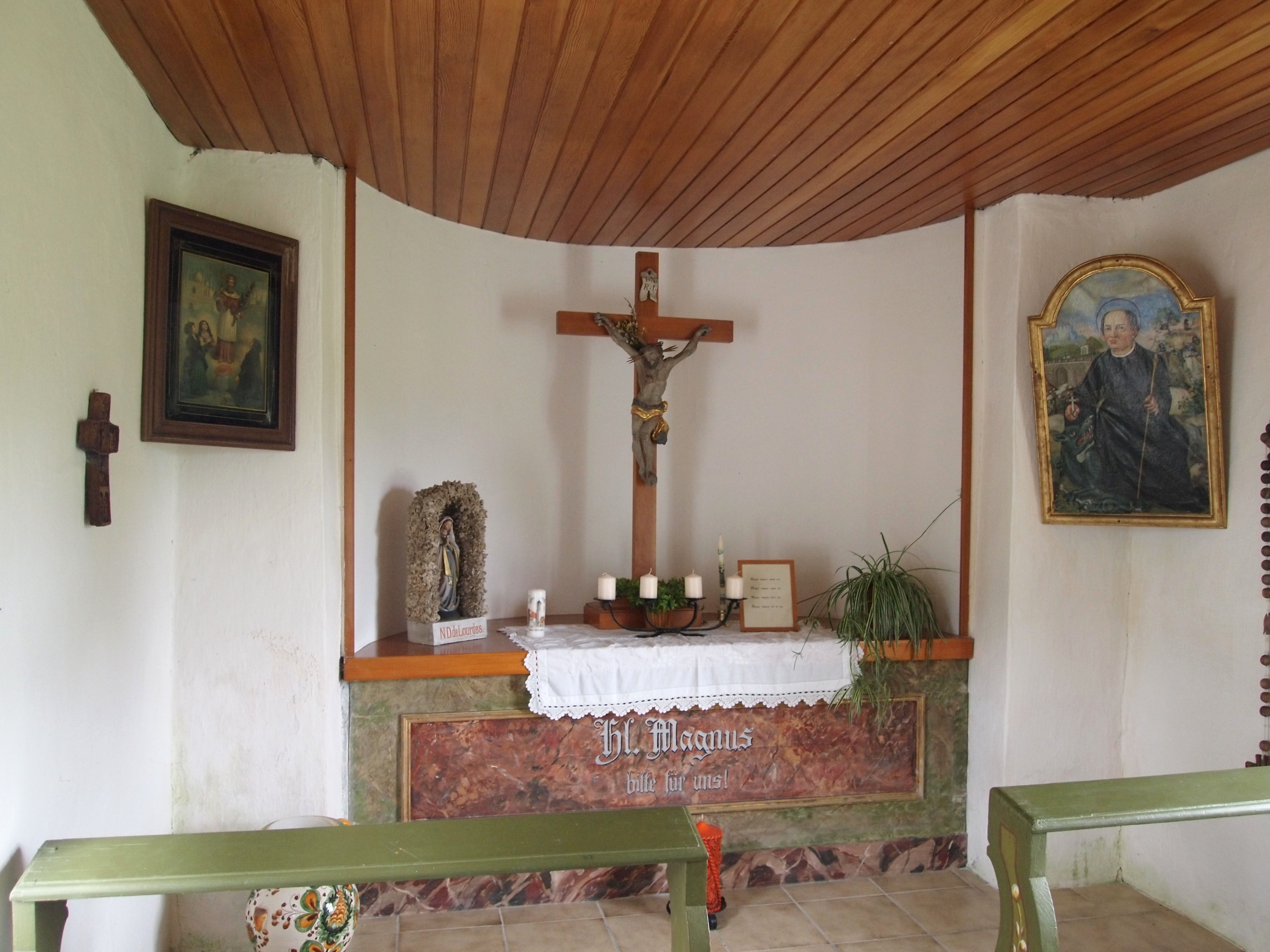
Innenansicht der Kapelle

Die denkmalgeschützte Hofkapelle St. Magnus ist ein halbrund geschlossener Bau mit Satteldach und stichbogenförmigem Türsturz. Sie wurde um 1841 anstelle einer älteren, hölzernen Kapelle errichtet. Im Inneren hängt ein mit 1844 datiertes Gemälde des hl. Magnus, das erst später hinzukam.

## Verkehr
Egelmoosen ist über eine Nebenstraße erreichbar, die etwa 1,5 Kilometer nördlich von Egelmoosen bei Sameister von der Staatsstraße 2059 abzweigt. Der nächstgelegene Haltepunkt öffentlicher Verkehrsmittel ist in Sameister, wo die Buslinie Füssen–Lechbruck–Steingaden der Ostallgäuer Verkehrsgemeinschaft hält. Durch Egelmoosen führen der Fernradweg Via Claudia Augusta und die regionale Radroute Auerbergland.

## Persönlichkeiten
- Jakob Langenwalder († 1633), Lautenmacher, geboren in Egelmoosen[7]